# MARS RK
MARS RK was een Oekraïense luchtvaartmaatschappij met thuisbasis in Kiev.
In 2018 staakte de maatschappij haar activiteiten.

## Bestemmingen
MARS RK voerde lijnvluchten uit naar: (juli 2007)
Binnenland:
- Charkov, Kiev, Kryvy Rih, Odessa, Simferopol, Oezjhorod.

Buitenland:
- Koetaisi, Jerevan.

## Vloot
Er werd eerst gevlogen met Antonov AN-24-vliegtuigen.
Vanaf 2013:
- 2 Saab SF-340
- 2 Diamant DA42

In 2012 tekende het bedrijf een overeenkomst om drie Xian MA60-vliegtuigen te kopen.